# Elyse Villani
Elyse Jane Villani (* 6. Oktober 1989 in Melbourne, Australien) ist eine australische Cricketspielerin, die zwischen 2009 und 2019 für die australische Nationalmannschaft spielte.

## Aktive Karriere
Nachdem Villani in der australischen U21-Nationalmannschaft aufgefallen war, wurde sie für die Nationalmannschaft nominiert. Ihr WTwenty20-Debüt gab sie bei der Tour gegen Neuseeland im Juni 2009. Sie wurde daraufhin für die ICC Women’s World Twenty20 2010 nominiert, und erreichte als beste Leistung gegen die West Indies 13 Runs. Doch wurde sie daraufhin aus dem Kader gestrichen. Bei der Tour gegen Neuseeland im Januar 2013 kam sie dann wieder zurück ins Team. In der Tour gegen England im Januar 2014 gab sie ihr WTest- und WODI-Debüt. Beim ICC Women’s World Twenty20 2014 erreichte sie gegen Pakistan ein Fifty über 90* Runs und wurde als Spielerin des Spiels ausgezeichnet. Zusammen mit ihrem Team konnte sie daraufhin im Finale England schlagen und sich so die Weltmeisterschaft sichern. Im August gelangen ihr in der WTwenty20-Serie gegen Pakistan zwei Fifties (58* und 50 Runs). Im November folgten erneut zwei Fifties (50 und 59* Runs) in der Serie gegen die West Indies. In der Saison 2015 konnte sie in Irland ein weiteres Fifty über 80 Runs beisteuern.
Bei der ICC Women’s World Twenty20 2016 hatte sie zunächst Probleme in den ersten Spielen und konnte kaum beitragen. Doch dann erreichte sie gegen Sri Lanka ein Fifty über 53* Runs, wofür sie ausgezeichnet wurde. Im Finale gegen die West Indies konnte sie dann in einer Partnerschaft mit Meg Lanning ebenfalls ein Fifty üpber 52 Runs hinzufügen, doch reichte dieses knapp nicht zum Titelgewinn. Im Februar 2017 erzielte sie in der WTwenty20-Serie (73* Runs) gegen und der WODI- (50 Runs) in Neuseeland je ein Fifty. Beim Women’s Cricket World Cup 2017 konnte sie zunächst gegen Pakistan ein Fifty über 59 Runs erreichen, wofür sie als Spielerin des Spiels ausgezeichnet wurde. Gegen Gastgeber England folgte dann eine ihrer seltenen Bowling-Leistungen, als ihr 3 Wickets für 42 Runs gelangen, jedoch reichte dies nicht zum Sieg. Im Halbfinale gegen Indien erreichte sie erneut ein Fifty über 75 Runs, doch konnte Australien das Spiel nicht für sich entscheiden.
Im März 2018 erzielte sie in einem Drei-Nationen-Turnier in Indien ein Fifty über 61 Runs gegen den Gastgeber und ein weiteres beim Final-Sieg (51 Runs) gegen England. Ein weiteres Fifty (Runs) konnte sie dann im Oktober in den WTwenty20s gegen Neuseeland erreichen. Doch verlief dann die ICC Women’s World Twenty20 2018 enttäuschend und ihre beste Leistung waren lediglich 14 Runs gegen Neuseeland. In der Women’s Big Bash League 2018/19 zog sie sich eine Oberschenkelverletzung zu und musste pausieren. Im April 2019 erhielt sie einen neuen Vertrag mit dem australischen Verband. Für die folgende Tour in England wurde sie zwar nominiert, kam jedoch nicht zum Einsatz. Daraufhin wurde sie aus dem Kader gestrichen und verlor im Jahr darauf ihren Vertrag mit dem australischen Verband. In der Folge konnte sie für Victoria in der Women’s National Cricket League 2020/21 als beste Batterin der Saison herausstechen. In der Folgenden Saison wechselte sie zu Tasmania und gewann mit ihnen in der folgenden Saison den Titel. In den Saisons 2022/23 und 2023/24 konnte sie dieses dann wiederholen. Trotz ihrer herausragenden Leistungen im nationalen Cricket fand sie ihren Weg nicht mehr zurück in die Nationalmannschaft.